# طلال عبد الجليل
طلال عبد الجليل المرزوقي (مواليد 29 سبتمبر 1997، لاعب كرة قدم إماراتي يجيد اللعب كظهير أيمن.

## مسيرة اللاعب
لعب في نادي بني ياس ونادي عجمان.